# Demitz-Thumitz
Demitz-Thumitz település Németországban, azon belül Szászország tartományban. Lakosainak száma 2667 fő (2023. december 31.). Demitz-Thumitz Göda, Burkau, Doberschau-Gaußig, Schmölln-Putzkau és Bischofswerda községekkel határos.

## Népesség
A település népességének változása:
| Lakosok száma | 2679 | 2663 | 2639 | 2657 | 2667 |
|               | 2017 | 2019 | 2021 | 2022 | 2023 |